# Copiapoa ahremephiana
Copiapoa ahremephiana ist eine Pflanzenart aus der Gattung Copiapoa in der Familie der Kakteengewächse (Cactaceae). Das Artepitheton ahremephiana ehrt den englischen Fotografen und Kakteensammler Roger M. Ferryman.

## Beschreibung
Copiapoa ahremephiana bildet geschlossene Gruppen mit bis zu 50 Zentimeter Durchmesser und verlängert verholzten Wurzeln. Die weißlich grauen Triebe messen vier bis acht Zentimeter im Durchmesser. Die 15 bis 18 Rippen sind um die Areolen etwas erweitert. Die Areolen sind bis zu ein Zentimeter voneinander entfernt. Sie sind zunächst grauwollig, später dann nackt und etwas eingesenkt. Die vier bis sieben Dornen sind nicht in Mittel- und Randdornen gegliedert. Sie sind jung orangegelb später dann braunschwarz und bis zu 2,3 Zentimeter lang.
Die sich weit öffnenden hellgelben Blüten sind zwei Zentimeter im Durchmesser groß.

## Verbreitung, Systematik und Gefährdung
Copiapoa ahremephiana ist in Chile in der Región Antofagasta zwischen Quebrada Botija bis nördlich von Paposo verbreitet.
Die Erstbeschreibung erfolgte 2002 durch Nigel Paul Taylor und Graham J. Charles.

## Nachweise